# Гюнтер Лютиенс
Йохан Гюнтер Лютиенс (на немски: Johann Günther Lütjens) е германски адмирал, чиято военна служба обхваща над 30 години и две световни войни. Той е най-известен с действията си през Втората световна война, по време на която командва линейния кораб „Бисмарк“ и набезите му из Атлантическия океан през 1941 г.

## Биография
Лютиенс е роден на 25 май 1889 г. във Висбаден в семейството на търговец. Израства във Фрайбург, където завършва гимназия. През 1907 г. постъпва в Кайзерлихе Марине. Като усърден и интелигентен кадет той достига офицерски ранг преди избухването на Първата световна война. По време на войната служи на борда на миноносец в Северно море и Ламанша, като се сражава на няколко пъти срещу Кралските ВМС. Той приключва войната като капитан лейтенант с железен кръст 1-ва и 2-ра степен за заслугите си. След войната остава на служба във военноморския флот, който е прекръстен на Райхсмарине. Служи на миноносци и през 1925 г. става командващ офицер. Именно по времето на Ваймарската република, Лютиенс си създава репутацията на отличен щабен офицер.
След като Нацистката партия идва на власт през 1933 г., военноморските сили отново са промени на Кригсмарине през 1935 г. Скоро след това се запознава с Ерих Редер и Карл Дьониц – двамата главнокомандващи на Кригсмарине през Втората световна война. Уменията му му спечелват повишение до капитан цур зе и е назначен да командва крайцера „Карлсруе“. През октомври 1937 г. а повишен на контраадмирал.
Три дни след германското нахлуване в Полша от 1 септември 1939 г. Лютиенс е награден със сребърни пластинки към ордена Железен кръст 2-ри клас. Командването му на операции с разрушители в Северно море през зимата на 1939/1940 г. му спечелват сребърни пластинки към ордена Железен кръст 1-ви клас. На 1 януари 1940 г. е назначен за вицеадмирал, а през април временно командва целия германски флот на повърхността през първоначалния етап на операция „Везерюбунг“ (нахлуването в Дания и Норвегия). За отличната си служба е награден с Рицарски кръст.
След кампанията е назначен за флотен командир и повишен на адмирал на 1 септември 1940 г. Участва в експерименталното планиране на операция „Морски лъв“ (нахлуване във Великобритания), но плановете са загърбени след битката за Великобритания. Немските планове се насочват към създаването на блокада на острова, а Лютиенс прави германските линейни кораби „Шарнхорст“ и „Гнайзенау“ централни фигури в бойния си флот, използвайки последния като флагмански кораб. През януари 1941 г. планира и изпълнява атлантически набези, които подкрепят немските подводници в битката за Атлантика, атакуващи британските кораби с доставки. Операцията е тактическа победа и приключва през март 1941 г., когато корабите се прибират в окупирана Франция, след като са пропътували 29 000 километра – рекорд за германските бойни групи по това време. Заради успеха си, той е избран да води още операции.
През май 1941 г. Лютиенс командва германско оперативно съединение, съставено от линейни кораб „Бисмарк“ и тежкия крайцер „Принц Ойген“, което има за цел да блокира съюзническите доставки към Великобритания. Операцията, обаче, не върви по план и оперативното съединение скоро е забелязана и нападнато близо до Исландия. В последвалата битка в Датския проток, британският линеен крайцер „Худ“ е потопен, а още три британски бойни кораба са принудени да минат в отстъпление. Тогава двата германски кораба се разделят. Три дни по-късно, на 27 май, Лютиенс и по-голямата част от екипажа му загиват, когато Бисмарк е открит и потопен под тежък артилерийски и торпеден обстрел от няколко британски кораба.